# Lars Inge Hedberg

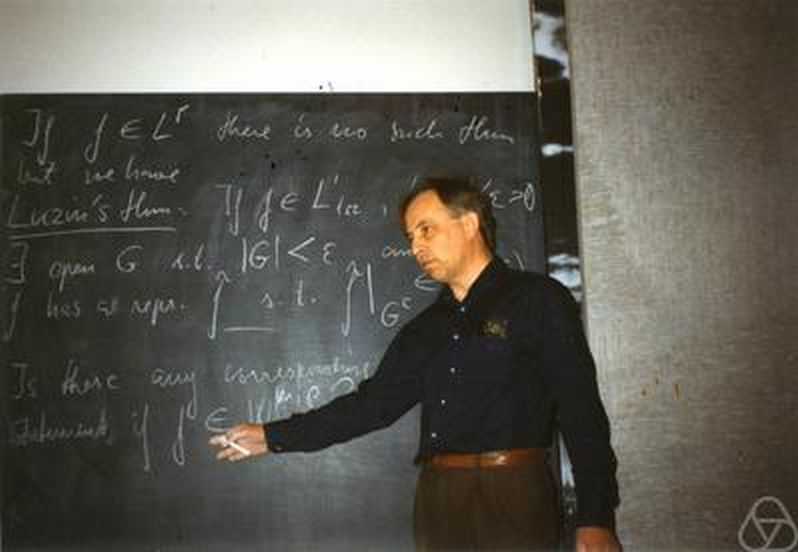
Lars Inge Hedberg, 1992

Lars Inge Johan Hedberg, född 27 oktober 1935 i Vendel norr om Uppsala, död 16 december 2005 i Kärna i Linköping, var en svensk matematiker.

## Biografi
Hedberg avlade studentexamen vid Högre Allmänna Läroverket i Uppsala 1954. Därefter påbörjade han studier vid Uppsala universitet. Han blev 1956 filosofie kandidat i matematik, fysik och teoretisk fysik, och efterföljande år blev han filosofie magister och sedan 1961 filosofie licentiat i matematik. År 1965 avlade han filosofie doktorsexamen med avhandlingen Generators in certain function algebras. Som handledare under doktorandstudierna hade han professor Lennart Carleson. Under sina studier tillbringade han också längre perioder i Paris.
Efter sin doktorsexamen var han docent i Uppsala under perioden 1965-1973. Åren 1973-1979 innehade han en tjänst Stockholms universitet som universitetslektor. Under fem år därefter innehade han en professur i matematisk analys finansierad av Naturvetenskapliga Forskningsrådet, NFR.
År 1983 utnämndes han till professor i tillämpad matematik vid Linköpings universitet, där han verkade fram till sin pensionering år 2000. Efter sin pensionering fortsatte Hedberg mycket aktivt som emeritus fram till sin bortgång.
Under sin tid i Linköping medverkade Hedberg till att bygga upp forskarutbildningen vid Matematiska institutionen och bl.a. höll han ett stort antal doktorandkurser. Han strävade också efter att förstärka institutionens verksamhet inom tillämpad matematik.
Hedberg var en av upphovsmännen till icke-linjär potentialteori, ett område i matematisk analys som givit svar på många frågor inom funktionsteori och teorin för differentialekvationer. Han löste det gamla problemet med spektralsyntes i funktionsrum genom ett viktigt arbete som publicerades 1981 och belönades år 1982 av Kungliga Vetenskapsakademien med det Wallmarkska priset. Under hela 1990-talet och fram till sin bortgång fortsatte han arbetet med spektralsyntes. Tillsammans med den amerikanske matematikern David R. Adams skrev han inom detta område en monografi, som blivit ett centralt verk inom detta område.
Hedberg hade ett stort vetenskapligt kontaktnät. Han vistades som post-doc vid MIT under 1967-1968 och vid Berkeley sommaren 1968. Dessutom var han gästprofessor vid flera amerikanska universitet under perioder under 1970-talet. Under 1990-talet var han också gästprofessor vid universitet i Frankrike.
Hedberg hade många vetenskapliga uppdrag både nationellt och internationellt såsom insatser för utvecklingen av den matematiska forskningen i Estland och Litauen.
Hedberg utvecklade tidigt kontakter med det forna Sovjetblocket. Han lärde sig ryska och besökte Moskva redan på 1950-talet. Under 1960-talet inledde han ett samarbete med ryska forskare. Dessa kontakter blev av betydelse för flera matematiker i framför allt Leningrad. De upprättade kontakterna ledde senare till att flera framstående ryska matematiker kom att bedriva forskning vid Linköpings universitet.
Han invaldes år 1995 som utländsk ledamot i Finska Vetenskapsakademien.
Hedberg hade också många intressen vid sidan av matematiken, såsom musik, litteratur, teater, andra kulturer, världsfrågor och internationell politik. Han hade stora kunskaper om rysk kultur och litteratur. Han behärskade vidare flera språk förutom skolspråken och han både läste och talade franska och ryska. Så småningom lärde han sig också sin hustrus modersmål bulgariska.
Hedberg gifte sig 29 december 1983 med Margarita Nikoltjeva och de fick två barn.